# آرکادیا ویل، نیو ساوت ولز
آرکادیا ویل (به انگلیسی: Arcadia Vale) یک حومه شهر در استرالیا است که در نیو ساوت ولز واقع شده‌است.